# بولنيزيا الفرنسية
بولنيزيا الفرنسية (بالتاهيتية: Pōrīnetia Farāni، بالفرنسية: Polynésie française، بالإنجليزية: French Polynesia) هي مجموعة ما وراء البحار التابعة لفرنسا وهي مجموعة من أرخبيلات بولينيزية تقع في جنوبي المحيط الهادي، ومن أشهر جزرها جزيرة تاهيتي في مجموعة جزر المجتمع، وتعد تاهيتي الجزيرة الأكثر اكتظاظاً بالسكان ويقع فيها مقر عاصمة الإقليم وهي مدينة بابيتي. وبالرغم من أن جزيرة كليبرتون ليست جزءاً من الإقليم إلّا أنها بقيت تحت إدارة بولينيزيا الفرنسية حتى عام 2007.

## التاريخ
لم تكن مجموعات الجزر التي تشكل بولينيزيا الفرنسية متحدة رسميا حتى إقامة الحماية الفرنسية عليها عام 1889.
كانت جزر الماركيز أولى الجزر التي استقر فيها البولينيزيون الأصليون في حوالي عام 300 ميلادية وجزر المجتمع في عام 800 ميلادية.
وكان البولينيزيون قبائل غير محكمة القيادة المركزية.
بدأ الاحتكاك مع الأوروبيين في عام 1521 عندما شاهد المستكشف البرتغالي فرديناند ماجلان جزيرة بوكابوكا في أرخبيل تواموتو. وبعد ذلك وجد الهولندي ياكوب روغيفين جزيرة بورا بورا صدفة في جزر المجتمع في عام 1722، وزار المستكشف البريطاني صامويل واليس جزيرة تاهيتي عام 1767.
وزار المستكشف الفرنسي لويس انطوان دي بوغانفيل تاهيتي في 1768، في حين أن المستكشف البريطاني جيمس كوك زارها عام 1769. ثم بدأ وصول البعثات المسيحية مع الكهنة الإسبانيين الذين بقوا في تاهيتي لمدة سنة من 1774؛ وتمركز البروتستانت من لندن من جمعية التبشير بشكل دائم في بولينيزيا عام 1797.
اضطر الملك بوماري الثاني (ملك تاهيتي) في عام 1803 للفرار إلى موريا ثم اعتنق هو ورعيته البروتستانتية في عام 1812.
في عام 1834 وصل التبشير الكاثوليكي الفرنسي إلى تاهيتي؛ وسبب طردهم في عام 1836 إرسال فرنسا زورق حربي عام 1838.
في عام 1842، تم وضع تاهيتي وتاهواتا تحت الحماية الفرنسية، للسماح للمبشرين الكاثوليك العمل دون عائق.
تم تأسيس العاصمة بابيت في عام 1843.
في عام 1880، ضمت فرنسا تاهيتي، وتغير الوضع من محمية فرنسية إلى مستعمرة.
في ثمانيات القرن التاسع عشر، طالبت فرنسا بأرخبيل تواموتو، والتي كانت تنتمي في السابق إلى سلالة بوماري الحاكمة، دون ضمها رسميا.
بعد إعلان الحماية على تاهواتو في عام 1842، اعتبرت جزر الماركيز كلها فرنسية، وفي عام 1885، عينت فرنسا حاكما وأنشأت مجلسا، مما أضفى عليها الإدارة الكلية للمستعمرة.
لم تنجح المحاولات الإنكليزية في مجلس العموم لوضع جزر ريماتارا وروروتو تحت الحماية البريطانية في عام 1888، ولذلك ضمتها فرنسا في عام 1889.
صدرت طوابع البريد لأول مرة في هذه المستعمرة في عام 1892.
أول اسم رسمي لهذه المستعمرة كان Établissements de l'Océanie (أي مستوطنات في أوقيانوسيا)، في عام 1903 تم تغيير المجلس العام إلى مجلس استشاري وتغير اسم المستعمرة إلى Établissements Français de l'Océanie (أي المستوطنات الفرنسية في أوقيانوسيا).
في عام 1940 اعترفت إدارة بولينيزيا الفرنسية رسميا بالقوات الفرنسية الحرة وخدم العديد من البولينيزيين في الحرب العالمية الثانية.
يوم 16 سبتمبر 1940 وعلى دون علم الفرنسيين والبولنيزين في ذلك الوقت، شمل مجلس الوزراء على زمن الأمير ورئيس الوزراء الياباني كونوه فوميمارو بولينيزيا الفرنسية من بين العديد من الأراضي التي كانت لتصبح الممتلكات اليابانية في فترة ما بعد الحرب العالمية، وإن كان في سياق الحرب في منطقة المحيط الهادئ لم تكن اليابان قادرة على شن غزو فعلي على الجزر الفرنسية.
في عام 1946، منحت الجنسية الفرنسية للبولينيزيين وتم تغيير حالة هذه الجزر إلى إقليم ما وراء البحار؛ ثم تم تغيير اسم الجزر في عام 1957 إلى Polynésie Française (بولينيزيا الفرنسية).
بعد استقلال أرض الجزائر من فرنسا التي كانت منطقة للتجارب النووية تم اختيار الجزيرة الحلقية موروروا في أرخبيل تواموتو في عام 1962 الموقع الجديد للاختبار؛ التجارب أجريت تحت الأرض بعد عام 1974. وفي عام 1977، منحت بولينيزيا الفرنسية حكم ذاتي داخلي جزئي؛ وفي عام 1984، تم توسيع نطاق الحكم الذاتي.
وفي عام 2004 أصبحت بولينيزيا الفرنسية مجموعة ما وراء البحار التابعة لفرنسا.
في أيلول / سبتمبر 1995، أثارت فرنسا احتجاجات واسعة النطاق من خلال استئناف التجارب النووية في الجزيرة الحلقية فانغاتوفا بعد انتهاء وقف رسمي هذا النشاط لمدة ثلاثة أعوام.
التجربة النووية الأخيرة كانت في 27 يناير، 1996.
في 29 يناير، 1996، أعلنت فرنسا أنها سوف تنضم إلى معاهدة الحظر الشامل للتجارب وتوقفت الاختبارات بعد ذلك.

## السياسة

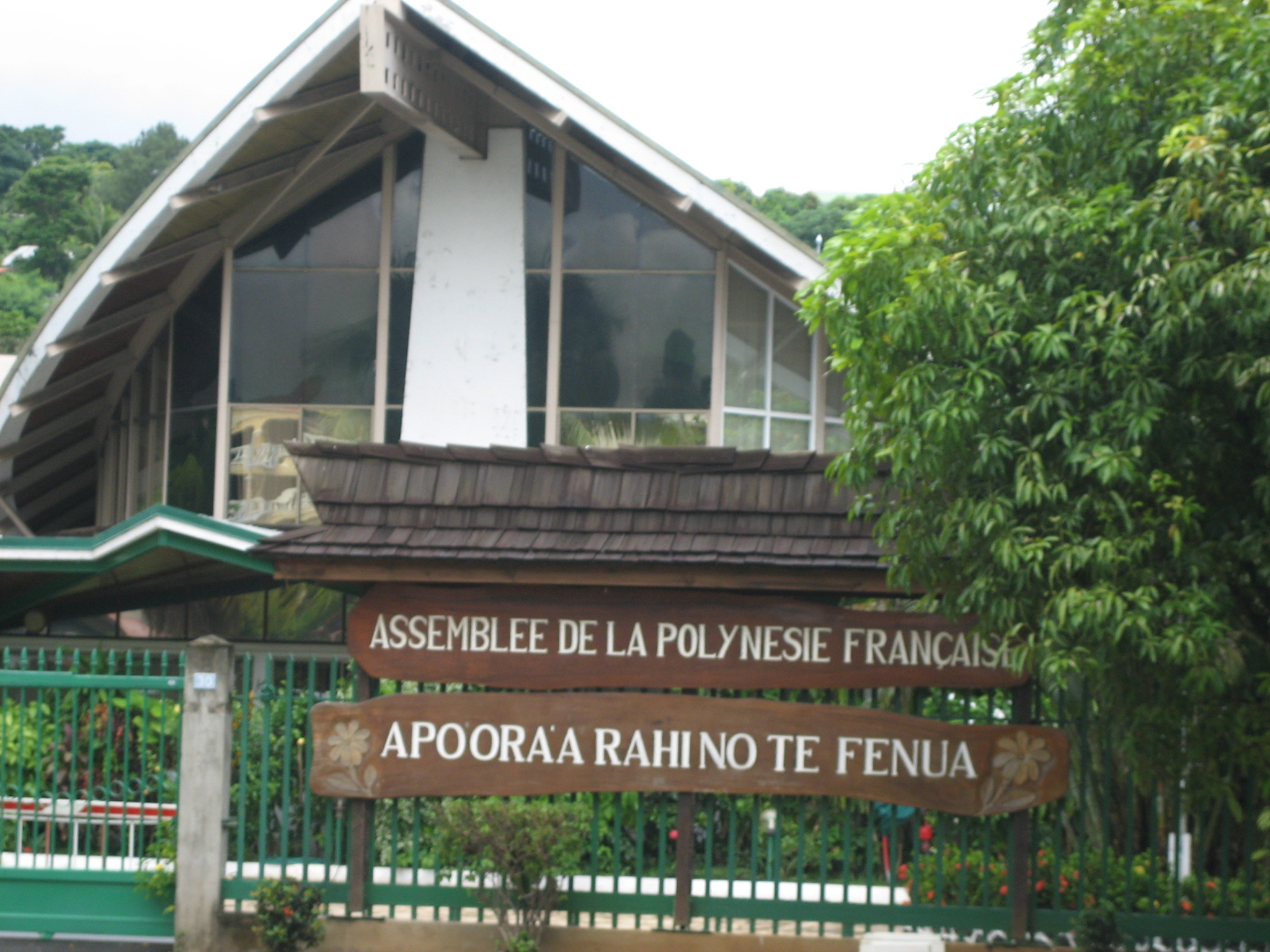
المجمع التشريعي في بولينيزيا الفرنسية

الحياة السياسية في بولينيزيا الفرنسية قد تميزت بعدم استقرار كبير منذ منتصف أوائل القرن الحالي.
في 14 سبتمبر، 2007، انتخب الزعيم المؤيد الاستقلال أوسكار تيمارو (63 عاما) رئيسا على بولينيزيا الفرنسية للمرة الثالثة خلال 3 سنوات (وحصل على 27 من أصل 44 صوتا في المجمع التشريعي) ولم يقلد الحكم، وحل محل الرئيس السابق جاستون تونغ سانغ، المناهض للاستقلال، الذي خسر في تصويت لحجب الثقة في المجمع التشريعي في بولينيزيا الفرنسية في 31 أب / أغسطس الذي كان سلفه الرئيس غاستون فلوسه والمناهض للاستقلال، وأيضا هو الآن مع عدوه أوسكار تيمارو للإطاحة بحكومة غاستون تونغ سانغ.
ومع ذلك فان ليس لأوسكار تيمارو أغلبية مستقرة في المجمع التشريعي في بولينيزيا الفرنسية، وعقدت الانتخابات الإقليمية الجديدة عقدت في شباط / فبراير 2008 لتسوية الأزمة السياسية.
حزب غاستون تونغ سانغ فاز في الانتخابات الإقليمية، ولكن ذلك لم يحل الأزمة السياسية: وهي أحزاب الأقلية لأوسكار تيمارو ولغاستون فلوس، الذين معا لديهما أعضاء يفوقان أعضاء الحزب السياسي لغاستون تونغ سانغ بعضو واحد في المجمع التشريعي، متحالفان لمنع غاستون تونغ سانغ من أن يصبح رئيس بولينيزيا الفرنسية.
جاستون فلوس كان آنذاك رئيسا للجمهورية في بولينيزيا الفرنسية من قبل المجمع التشريعي في 23 شباط، 2008 مع دعم من حزب مؤيد للاستقلال بقيادة أوسكار تيمارو، في حين اوسكار تيمارو انتخب رئيس المجمع التشريعي بدعم من الحزب المناهض للاستقلال الحزب الذي يقوده جاستون فلوس. وشكلا معا حكومة ائتلافية.
ويشك كثير من المراقبين أن التحالف بين الحزب المناهض للاستقلال بقيادة جاستون فلوس والمؤيد للاستقلال بقيادة أوسكار تيمارو، مصممة لمنع غاستون تونغ سانغ من أن يصبح رئيس بولينيزيا الفرنسية، ويمكن أن يدوم طويلا جدا.
خلال الانتخابات البلدية الفرنسية في شهر مارس 2008، العديد من رؤساء البلديات الذين هم أعضاء في الائتلاف فلوس - تيمارو فقدوا مناصبهم في البلديات الرئيسية في بولينيزيا الفرنسية، التي فسرت على أنها استياء من الطريقة منع فيها غاستون تونغ سانغ من أن يصبح رئيسا للبولينيزيا الفرنسية من قبل تحالف اللحظة الأخيرة بين حزبي فلوس وتيمارو بالرغم.
في نهاية المطاف، في 15 أبريل / نيسان عام 2008 تم إسقاط حكومة جاستون فلوس من قبل تصويت بنائي لحجب الثقة في المجمع التشريعي عندما قام اثنين من أعضاء ائتلاف فلوس - تيمارو، بترك الائتلاف ووقفوا مع حزب تونغ سانغ.
غاستون تونغ سانغ انتخب رئيس بولينيزيا الفرنسية نتيجة لهذا التصويت، ولكن أغلبيته في المجمع التشريعي أصبحت محدودة جدا. وعرض مناصب في وزارته لأحزاب فلوس وتيمارو التي كان ردها الرفض من الحزبين
غاستون تونغ سانغ قد دعا جميع الأطراف للمساعدة في إنهاء حالة عدم الإستقرار في السياسة المحلية، كونه مطلب أساسي لجذب المستثمرين الأجانب لتطوير الاقتصاد المحلي.

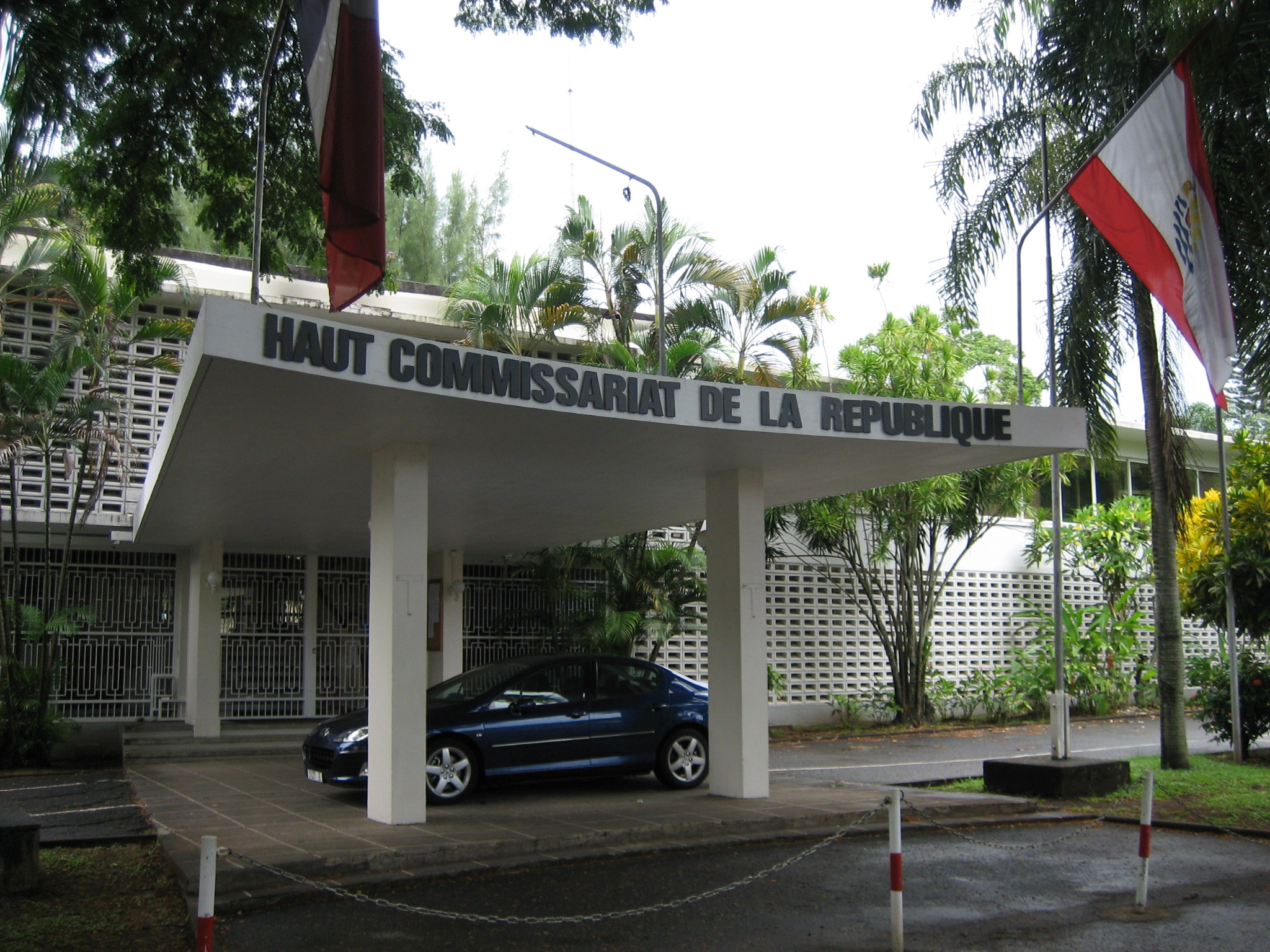
المفوضية العليا للجمهورية

على الرغم من المجمع المحلي والحكومة، بولينيزيا الفرنسية ليست في حالة التكوين الحر مع فرنسا، على عكس جزر كوك مع نيوزيلندا أو ولايات ميكرونيزيا الموحدة مع الولايات المتحدة.
كمجموعة ما وراء البحار التابعة لفرنسا، الحكومة المحلية ليس لديها اختصاص في القضاء والتعليم والأمن والدفاع، ويتم تقديمها وادارتها مباشرة من قبل الدولة الفرنسية، وقوات الدرك والجيش الفرنسي.
أعلى ممثل للدولة في الإقليم هو المفوض السامي للجمهورية في بولينيزيا الفرنسية (باللغة الفرنسية: Haut commissaire de la République).
 

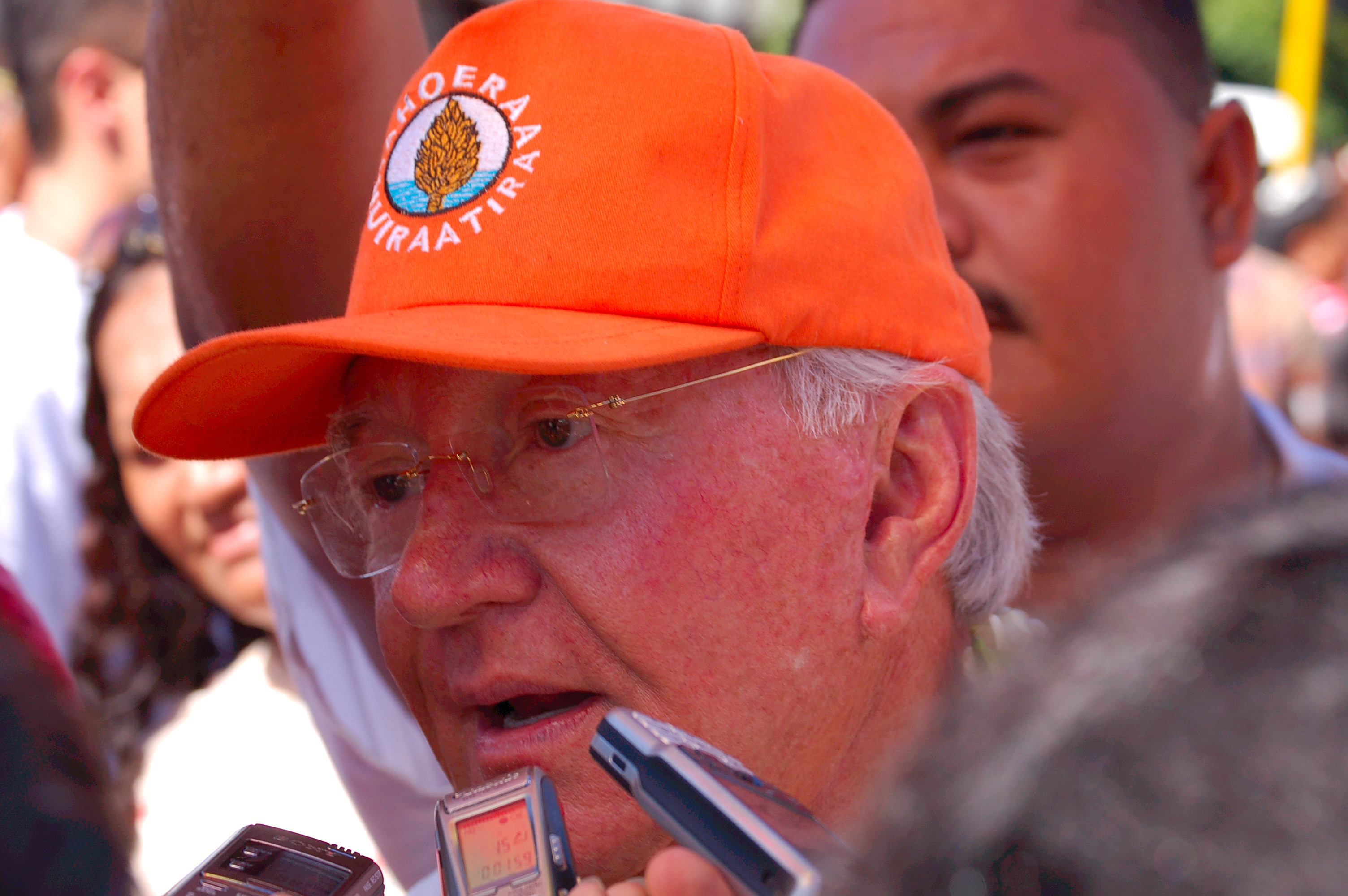
Gaston Flosse

ترسل بولينيزيا الفرنسية أيضا اثنين من النواب في الجمعية الوطنية الفرنسية، أحدهما يمثل إدارة جزر ليوارد، وإدارة أوسترال ايلندز وبلدية من موريا - ماياو، والجزء الغربي من تاهيتي (بما في ذلك العاصمة بابيت)، والآخر يمثل الجزء الأوسط والشرقي من تاهيتي، وإدارة تواموتو - غامبير وإدارة جزر الماركيز.
وترسل أيضا بولينيزيا الفرنسية سيناتور إلى مجلس الشيوخ الفرنسي.
يقوم سكان بولينيزيا الفرنسية بالتصويت في الانتخابات الرئاسية الفرنسية وفي الانتخابات الرئاسية الفرنسية لعام 2007، دعا الزعيم أوسكار تيمارو المؤيد للاستقلال علنا للتصويت لصالح المرشحة الاشتراكية سيغولين رويال في حين أن الأحزاب المناهضة للاستقلال أيدوا عموما مرشح يمين الوسط نيكولا ساركوزي، ونسبة الناخبين في بولينيزيا الفرنسية كانت 69.12% في الجولة الأولى من الانتخابات و 74.67& في الجولة الثانية.
فضل الناخبون في بولينيزيا الفرنسية نيكولا ساركوزي على سيغولين رويال في كل جولات من الانتخابات (الجولة الثانية: نيكولا ساركوزي 51.9%؛ سيغولين رويال 48.1%).

## الإدارة

خريطة بولينيزيا مقسمة اداريا

بين عامي 1946 و 2003، كانت بولينيزيا الفرنسية إقليم وراء البحار (بالفرنسية:territoire d'outre-mer).
في عام 2003 فقد أصبحت مجموعة ما وراء البحار التابعة لفرنسا (بالفرنسية: collectivité d'outre-mer).
والقانون الوضعي في27 شباط / فبراير عام 2004 أكسبها تسمية معينة بلاد ما وراء البحار داخل الجمهورية (بالفرنسية: pays d'outre-mer au sein de la République)، ولكن دون تعديل قانوني لوضعها.

### التقسيمات الإدارية
تقسم بولينيزيا الفرنسية خمسة تقسيمات إدارية (بالفرنسية: subdivisions administratives) :
•	جزر ويندوارد (بالفرنسية: (les) Îles du Vent أو رسميا la subdivision administrative des Îles du Vent)
•	جزر ليوارد (بالفرنسية: (les) Îles Sous-le-Vent أو رسميا la subdivision administrative des Îles Sous-le-Vent)
•	جزر الماركيز (بالفرنسية: : (les) (Îles) Marquises أو رسميا أو la subdivision administrative des (Îles) Marquises)
•	جزر أوسترال (بالفرنسية: (les) (Îles) Australes أو رسميا la subdivision administrative des (Îles) Australes)
•	جزر تواموتو - غامبير (بالفرنسية: (les) (Îles) Tuamotu-Gambier أو رسميا la subdivision administrative des (Îles) Tuamotu-Gambier)

## الجغرافيا
يبلغ إجمالي مساحة جزر بولينيزيا الفرنسية 4,167 كيلومتر مربع (1,622 ميل مربع) (الأرض: 3,660 كم ²، المياه: 507 كم ²)
مبعثرة على مساحة 2,500,000 كيلومترا مربعا (965255 ميل مربع) من المحيط. ويبلغ عدد الجزر حوالي 130 جزيرة في بولينيزيا الفرنسية. وهي مكونة من ست مجموعات من الجزر، وهي أكبر وأكثرها سكانا، هي تاهيتي.
خط الساحل: 2,525 كيلومتر
• أخفض نقطة: المحيط الهادي 0 متر
• أعلى نقطة: جبل أوروهينا 2,241 متر

### الموارد الطبيعية
الأخشاب، والأسماك، والكوبالت (عنصر فلزي)، الطاقة الكهرمائية
استخدام الأراضي (تقديرات 1993):
• الأراضي الصالحة للزراعة: 1 ٪
• المحاصيل الدائمة: 6 ٪
• مراعي دائمة: 5 ٪
• الغابات والأحراج: 31 ٪
• الأخرى: 57 ٪

### المخاطر الطبيعية
أحيانا أعاصير حلزونية في كانون الثاني

### مجموعات الجزر
•	جزر أوسترال

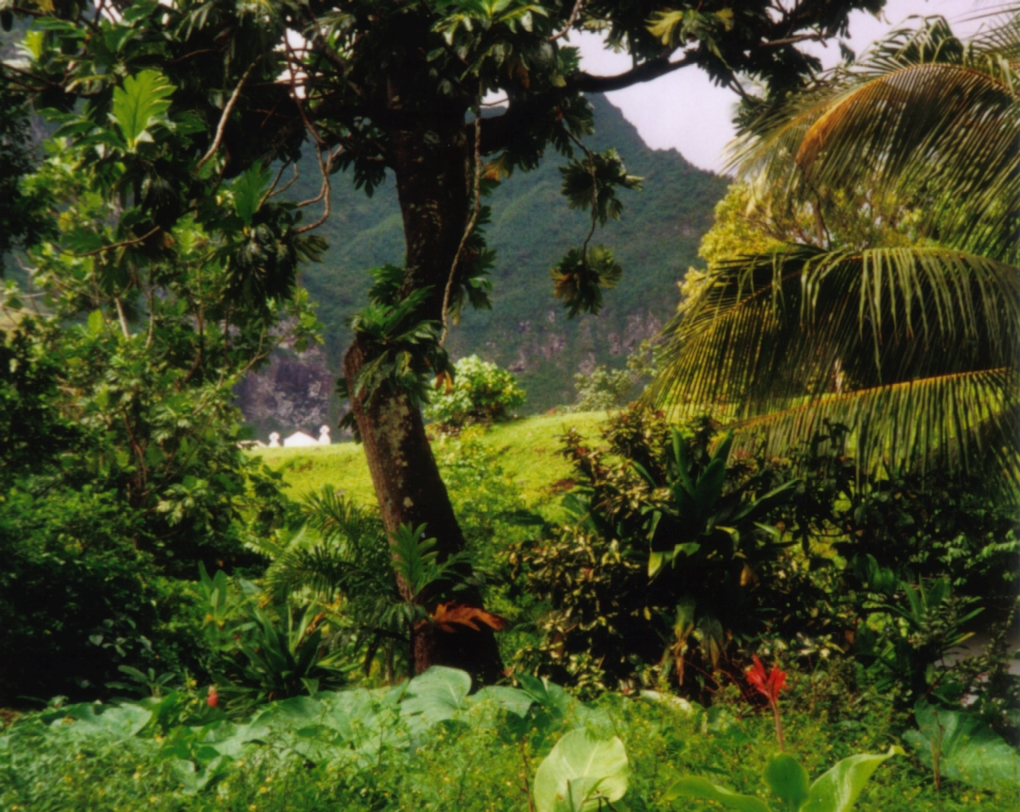
صورة لغابات جزر الماركيز

•	جزر باس (وغالبا ما تعتبر جزءا من جزر أوسترال)
•	جزر غامبير (وغالبا ما يعتبر جزءاً من أرخبيل تواموتو)
•	جزر الماركيز
•	جزر المجتمع (بما في ذلك تاهيتي)
• أرخبيل تواموتو
وبعض أهم الجزر والجزر المرجانية الحلقية، : تاهيتي، بورا بورا، موريا، نوكو هيوا، راياتيا، تاها، توباي، توبواي، ماياو، ماوبيتي.
 

## الاقتصاد

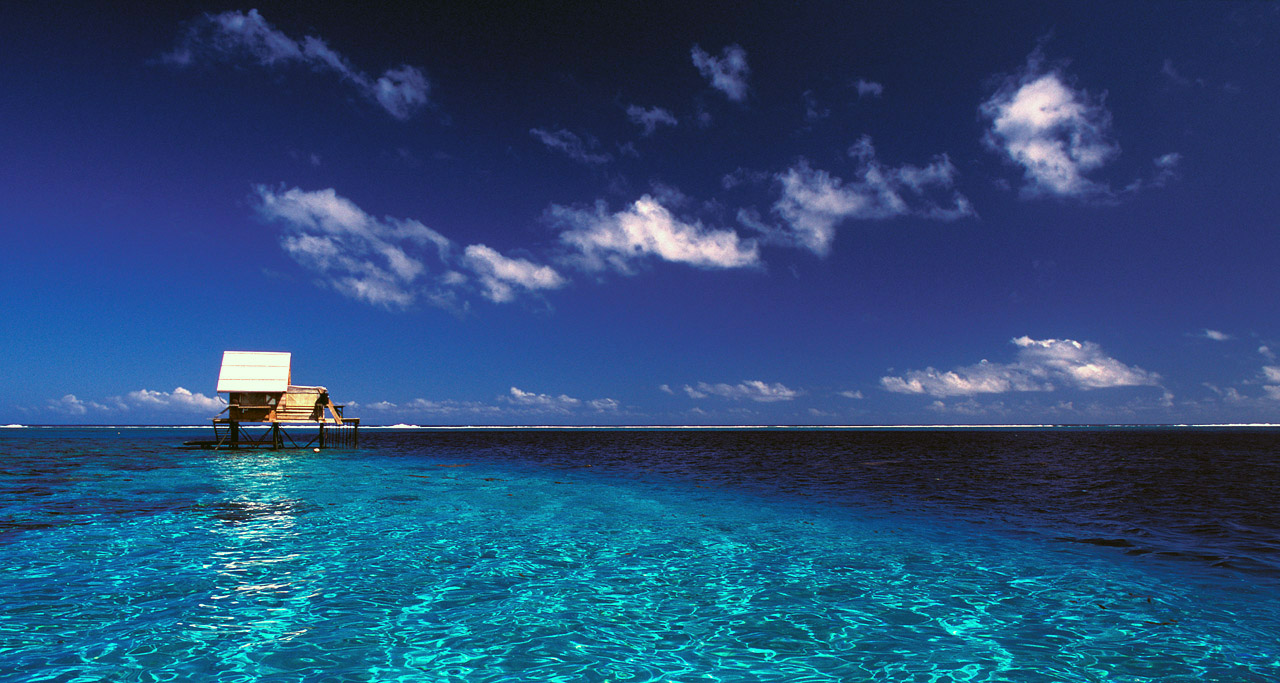
مزرعة لؤلؤ

الناتج المحلي الإجمالي في بولينيزيا الفرنسية بلغ في عام 2006 5.65 مليار دولار أمريكي على أسعار الصرف في السوق، ويعتبر خامس أكبر اقتصاد في قارة أوقيانوسيا بعد أستراليا، نيوزيلندا، هاواي، وكاليدونيا الجديدة. وبلغ نصيب الفرد من الناتج المحلي الإجمالي 21,999 دولار أمريكي في عام 2006 (في أسعار الصرف في السوق، وليس في تعادل القوة الشرائية)، أقل مما في هاواي، وأستراليا، نيوزيلندا، وكاليدونيا الجديدة، ولكن أعلى مما هو في جميع دول الجزر المستقلة في قارة أوقيانوسيا.
بولينيزيا الفرنسية تتمتع باقتصاد معتدل متطور، والذي يعتمد على السلع المستوردة، والسياحة، وذلك بمساعدة مالية من فرنسا.
المرافق سياحية متطورة ومتوفرة على الجزر الرئيسية.
وأيضا، لأن بسبب اكتشاف الاستخدام الطبي لفاكهة نوني من هذه الجزر تمكن الناس من العثور على وظائف ذات صلة بهذه الصناعة الزراعية.
العملة:فرنك س ف ب
الزراعة: جوز الهند، الفانيليا، الخضراوات، الفواكه.
الموارد الطبيعية: الخشب، الأسماك، الكوبالت.
في عام 2008 بلغت واردات بولينيزيا الفرنسية 2.2 مليار دولار أمريكي وبلغت قيمة الصادرات 0.2 مليار دولار أمريكي. ومن أكبر صادراتها اللؤلؤ التاهيتي الأسود الذي يمثل 55 ٪ من الصادرات (قيمةً) في عام 2008.

## السكان

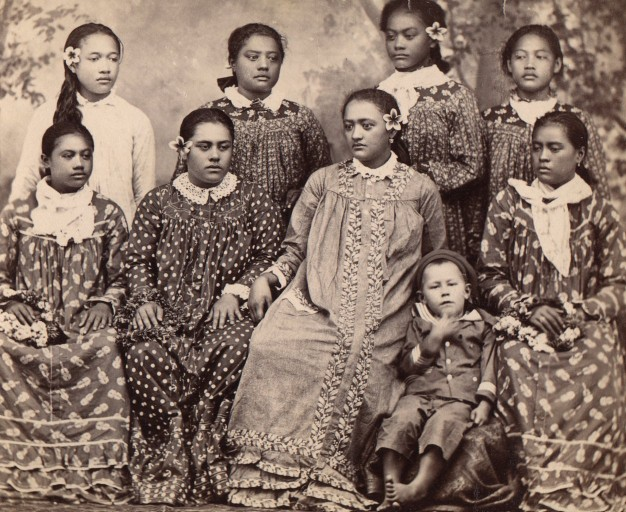
صورة قديمة لفتيات من تاهيتي

في 1 يناير عام 2009 بلغ مجموع السكان 264,000 نسمة، حيث ارتفع من 259,596 في الإحصاء الرسمي في آب / أغسطس 2007. يعيش منهم 68.6 ٪ في جزيرة تاهيتي وحدها، وبلغ مجموع السكان في العاصمة بابيت 131.695 نسمة (حسب إحصاء 2007).
في الإحصاء الرسمي لعام 2007، 87.3 ٪ من الناس الذين يعيشون في بولينيزيا الفرنسية ولدوا فيها، 9.3 ٪ ولدوا في فرنسا، و 1.4 ٪ ولدوا في أقاليم فرنسا خارج بولينيزيا الفرنسية وخارج فرنسا، و 2.0 ٪ ولدوا في بلدان أجنبية. وفي الإحصاء الرسمي عام 1988، وهو آخر إحصاء سؤل فيه أسئلة تتعلق بالانتماء العرقي، وجد أن 66.5 ٪ من الأشخاص بولينيزيين غير مختلطين عرقيا، 7.1 ٪ كانوا مع البولينيزيين المخلطين عرقيا بشكل خفيف مع الأوروبيين و/ أو شرق آسيا، 11.9 ٪ من الأوروبيين (ومعظمهم من الفرنسيين)، 9.3 ٪ منهم سكان منحدرين من أصل مختلط أوروبي والبولينيزي، ويسموا ديميس (حرفيا تعني «نصف»)، و 4.7 ٪ منهم من شرق آسيا (وخاصة الصين).
ويتمركز والأوروبيين والشرق آسيويين وديميس على جزيرة تاهيتي، لا سيما في المناطق الحضرية من بابيت، حيث بلغت حصة بابيت من هؤلاء السكان مما هو أكثر بكثير مما في بولينيزيا الفرنسية كلها. [1] الخلط العرقي مستمر منذ أكثر من قرن في بولينيزيا الفرنسية، مما أدى إلى وجود مجتمع مختلط. على سبيل المثال جاستون فلوس، زعيم بولينيزيا الفرنسية لفترة طويلة، هو ديميس (الأب الأوروبي والدته بولينيزية). ومنافسه الرئيسي والرئيس السابق، غاستون تونغ سانغ هو عضو في مجتمع شرق آسيا، أوسكار تيمارو الرئيس الحالي عرقيا بولينيزي (الأب من تاهيتي والدته من جزر كوك)، لكنه اعترف أيضا بأصوله الصينية.

### تاريخ تعداد السكان
| 30,600 | 31,900  | 31,600  | 35,900  | 40,400  | 44,000  | 51,200  | 58,200  | 63,300  | 76,323 |  |  |  |  |
| 1962   | 1971    | 1977    | 1983    | 1988    | 1996    | 2002    | 2007    | 2009    |        |  |  |  |  |
| 84,551 | 119,168 | 137,382 | 166,753 | 188,814 | 219,521 | 245,516 | 259,596 | 264,000 |        |  |  |  |  |
|        |         |         |         |         |         |         |         |         |        |  |  |  |  |

### اللغات
الفرنسية هي اللغة الرسمية في بولينيزيا الفرنسية.
نص الدستور في 12 نيسان / أبريل 1996 أن «اللغة الفرنسية هي اللغة الرسمية، واللغة التاهيتية وغيرها من اللغات البولينيزية يمكن استخدامها».
في الإحصاء الرسمي للسكان لعام 2007، كان 68.5 ٪ من السكان الذين كانت أعمارهم 15 سنة فأكثر، يتحدثون اللغة الفرنسية معظم الوقت في المنازل، و 29.9 ٪ يتحدثون اللغات البولينيزية، 1.0 ٪ سجلت اللغة الصينية و 0.6 ٪ لغات أخرى. وأيضا كان 94.7 ٪ من الأشخاص الذين كانت أعمارهم 15 سنة أو أكثر يمكنهم الكلام، والقراءة والكتابة بالفرنسية، في حين أن 2.0 ٪ فقط أفادوا بأنه لا يعرفون شيئا بالفرنسية. و 74.6 ٪ من الأشخاص الذين كانت أعمارهم 15 سنة أو أكثر يمكنهم التحدث والقراءة والكتابة في أحد اللغات البولينيزية، في حين أن 13.6 ٪ ذكروا بأنهم لا يعرفون شيئا من اللغات البولينيزية.

### الدين

#### المسيحية

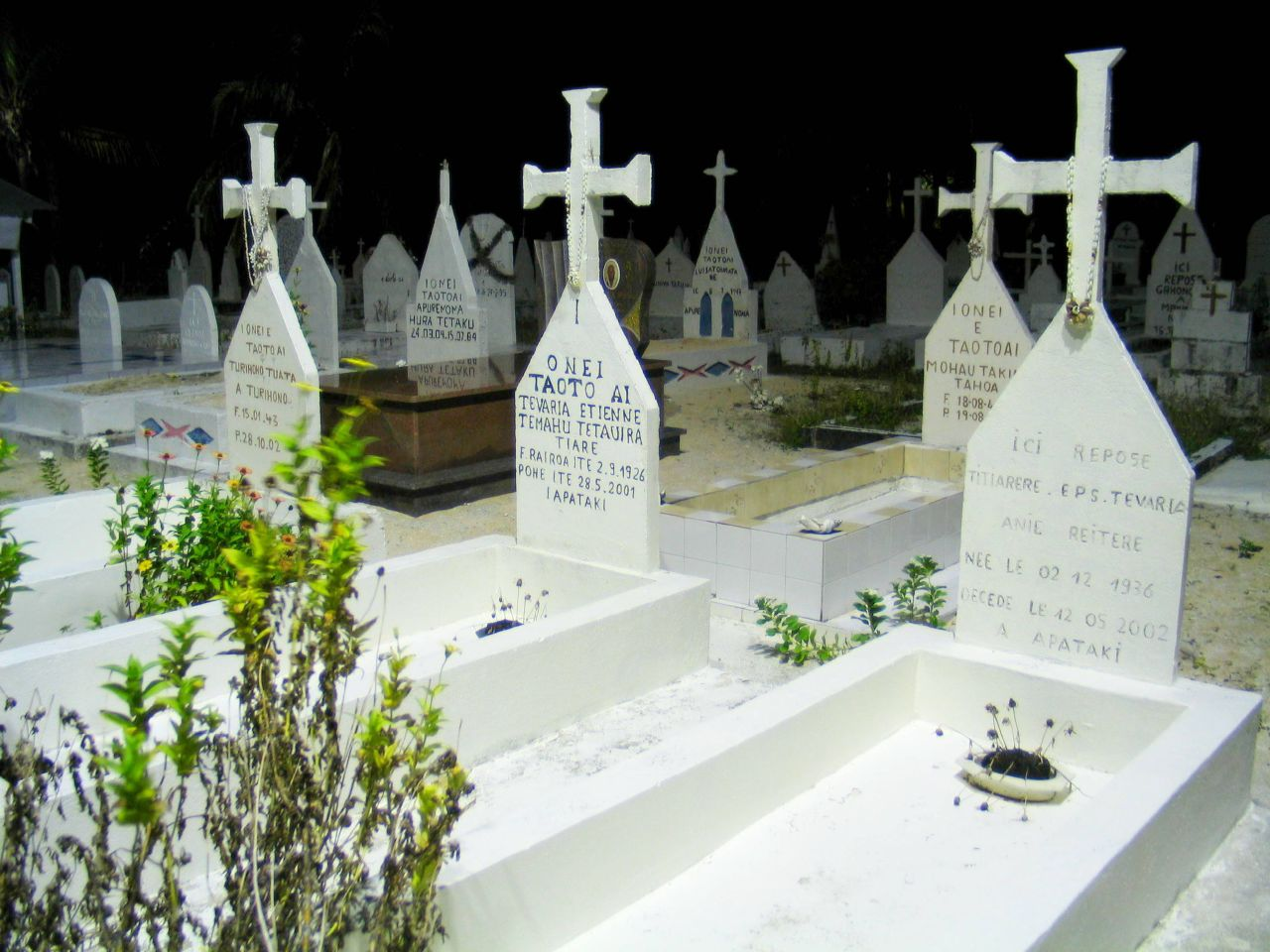
مقبرة

تعد المسيحية الديانة السائدة في بولنيزيا الفرنسية، وفقاً لتقديرات مركز بيو للأبحاث عام 2010 حوالي 99% من السكان من المسيحيين. يعتنق أغلب سكان بولنيزيا الفرنسية المسيحية دينًا على المذهب البروتستانتي (54%) من ثم المذهب الكاثوليكي (30%). وتعد كنيسة ماوهي البروتستانتية ذات التقاليد الإصلاحيَّة، أكبر المذاهب البروتستانتية وتمثل أكثر من 50% من مجمل السكان. ويشكل أتباع الكنيسة الرومانية الكاثوليكية أقلية كبيرة والتي تضمن حوالي 30% من السكان، ولديها مقاطعة كنسيَّة خاصة بها وتضم أبرشية متروبوليتان بابيتي. وينضوي لكنيسة يسوع المسيح لقديسي الأيام الأخيرة حوالي 25,841 عضوًا اعتبارًا من عام 2017. أما جماعة شهود يهوه فتضم حوالي 3,000 من الأتباع في تاهيتي اعتباراً من عام 2014.

#### الإسلام
يعتبر الإسلام في بولنيزيا الفرنسية دين أقلية.

## النقل
معظم الطرق الرئيسية معبدة جيدا وتتلقى صيانة جيدة، لكن العديد من الطرق الثانوية ليست كذلك.
حركة المرور تنشط فيها جميع أنواع السيارات والمشاة ويكثر استعمال الخيول في الشوارع الضيقة.
علامات طريق المشاة موجودة والقانون يوجب السيارات بالوقوف للمشاة ولكن هذا الحال ليس دائما.
يجب أن يتوخى السياح الحذر عند السير، ولا سيما في الليل.
هناك 51 مطاراً في بولينيزيا الفرنسية، 39 منها معبدة. (المطار الدولي Faa'a)
شركة الطيران البولينيزية الفرنسية Air Tahiti Nui
ميناء بابيت من أهم موانئها.

## السياحة
يسميها بعض الأمريكيون الجنة على الأرض

### الجزر أكثر زيارة

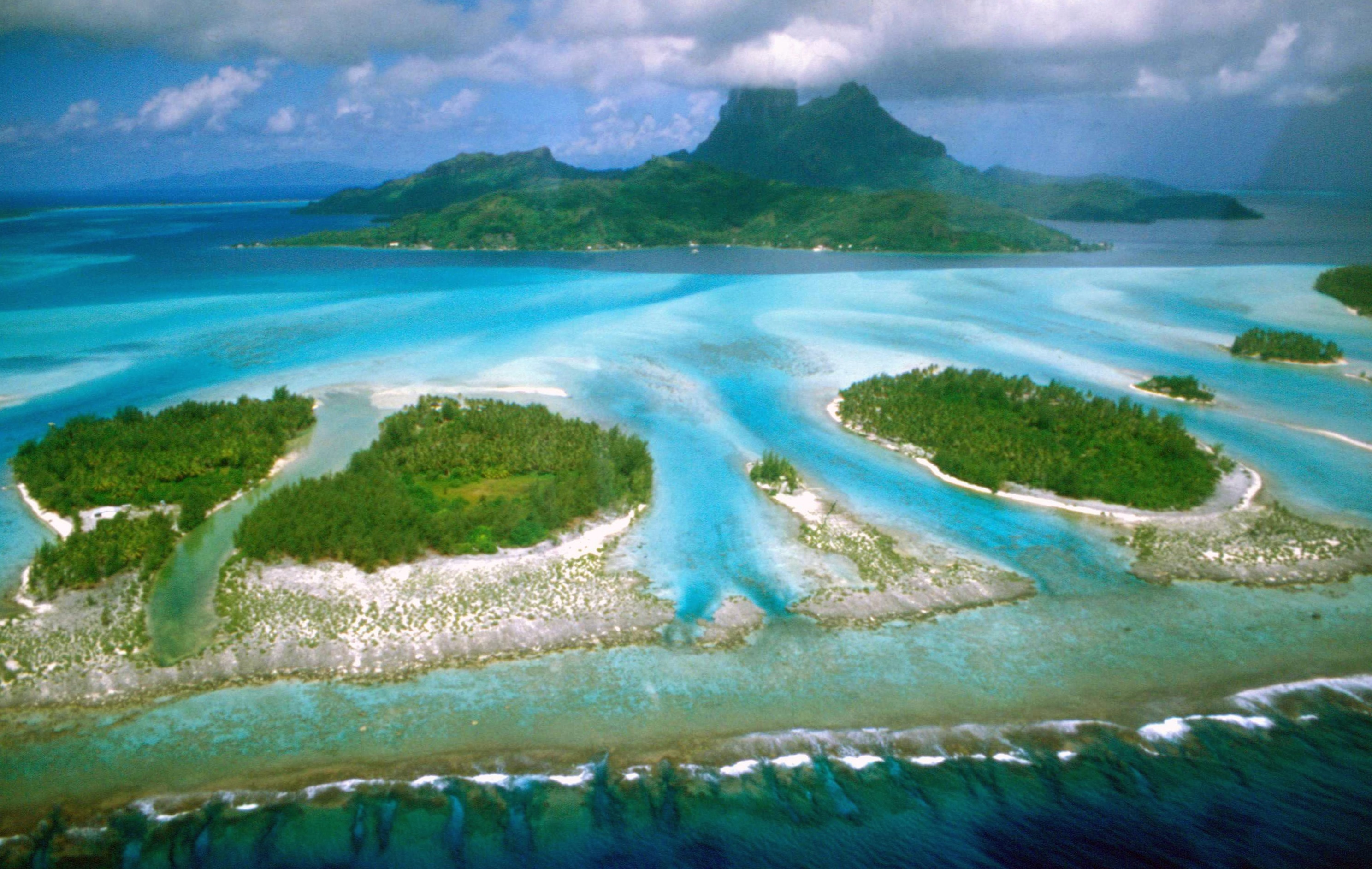
بورا بورا

## العطل الرسمية
| التاريخ   | العطلة                              |
| --------- | ----------------------------------- |
| 1 يناير   | عيد رأس السنة الميلادية             |
| 5 مارس    | الاحتفال بالانجيل                   |
| متغير     | جمعة الآلام                         |
| متغير     | عيد الفصح                           |
| 1 مايو    | عيد العمال                          |
| 8 مايو    | عيد النصر                           |
| متغير     | عيد الصعود                          |
| متغير     | العنصرة                             |
| 19 يونيو  | احتفال للحكم الذاتي                 |
| 14 يوليو  | العيد الوطني                        |
| 15 أغسطس  | صعود السيدة العذراء(عيد ديني مسيحي) |
| 1 نوفمبر  | عيد جميع القديسين(عيد ديني مسيحي)   |
| 11 نوفمبر | الهدنة 1918                         |
| 25 ديسمبر | عيد الميلاد                         |

## الوشم
أول المستكشفين الأوروبيين شاهدوا الوشم البولينيزي في القرن الثامن عشر، وكان له مكانة أساسية في المجتمع البولينيزي. تدريجيا قام المسيحيين المبشرين بمنع هذه الممارسة. ولكن خلال النصف الثاني من القرن العشرين، أصبح الوشم البولينيزي أكثر شعبية ضمن البولينيزيين الشباب، الذين يسعون إلى العودة إلى القيم الثقافية والتقليدية.

## مشاهير شعب بولينيزيا الفرنسية
•	جاك بريل (1929-1978)، الموسيقي البلجيكي، عاش في بولينيزيا الفرنسية بالقرب من نهاية حياته
•	بول غوغان (1848-1903)، الرسام الفرنسي، أمضى السنوات الأخيرة من حياته في بولينيزيا الفرنسية
•	هنري هيرو (1944-1991)، مخرج سينمائي وكاتب سيناريو، شاعر، عالم البيئة، نشط سياسي
•	ايلا كوون (مواليد 1979) عارضة
•	ماركو نامورو (1889-1968)، كاتب
•	فابريس سانتورو (مواليد 1972) محترف تنس
•	باسكال فاهيروا (موايد 1966) لاعب كرة قدم دولي سابق
•	ماراما فاهيروا (مواليد 1980) لاعب كرة قدم، ابن عم باسكال فاهيروا
•	سيليستين هييورا فيتي (مواليد 1966) كاتب

## موسيقى
تأتي بولينيزيا الفرنسية في طليعة الموسيقى العالمية منذ عام 1992، مع إصدار تسجيلات جوقة تاهيتي الموسيقية تدعى «هيمين تارافا»، التي سجلت من قبل الموسيقي الفرنسي باسكال نابت ماير.
هذا النوع من الغناء شائع في بولينيزيا الفرنسية، وجزر كوك، وتتميز بانخفاض حدة نهاية العبارات، والتي هي السمة التي شكلتها أصوات عديدة ومختلفة، مرفقة بمقاطع لا معنى لها.

## مواضيع متنوعة
بولينيزيا الفرنسية إحدى أدنى معدلات الجريمة داخل فرنسا وأقاليمها.
ومع ذلك، تحدث الجرائم البسيطة، مثل النشل وخطف الحقائب
العلاج الطبي جيدة على الجزر الرئيسية بصفة عامة، ولكنها محدودة في المناطق النائية التي هي أقل كثافة سكانية.
حالات الطوارئ أو المرضى الذين يعانون من أمراض خطيرة غالبا ما يؤخذوا إلى تاهيتي لتلقي العلاج.
يوجد في بابيت عاصمة تاهيتي، اثنين من المستشفيات الرئيسية وكذلك العديد من العيادات الخاصة تقدم الخدمات الطبية على مدار 24 ساعة.
المشاكل الصحية الخطيرة تستدعي دخول المستشفى أو التفرغ الطبي يمكن أن يكلف الآلاف من الدولارات.
الأطباء والمستشفيات يتطلبوا الدفع النقدي الفوري للخدمات الصحية.
باعتبارها أراضي لفرنسا في الخارج فان الدفاع وتطبيق القانون يتم توفيرها من قبل القوات الفرنسية (الجيش والبحرية والقوات الجوية) وقوات الدرك.
تشارلز داروين زار بولينيزيا الفرنسية في رحلة استمرت خمس سنوات في جميع أنحاء العالم.

## صور

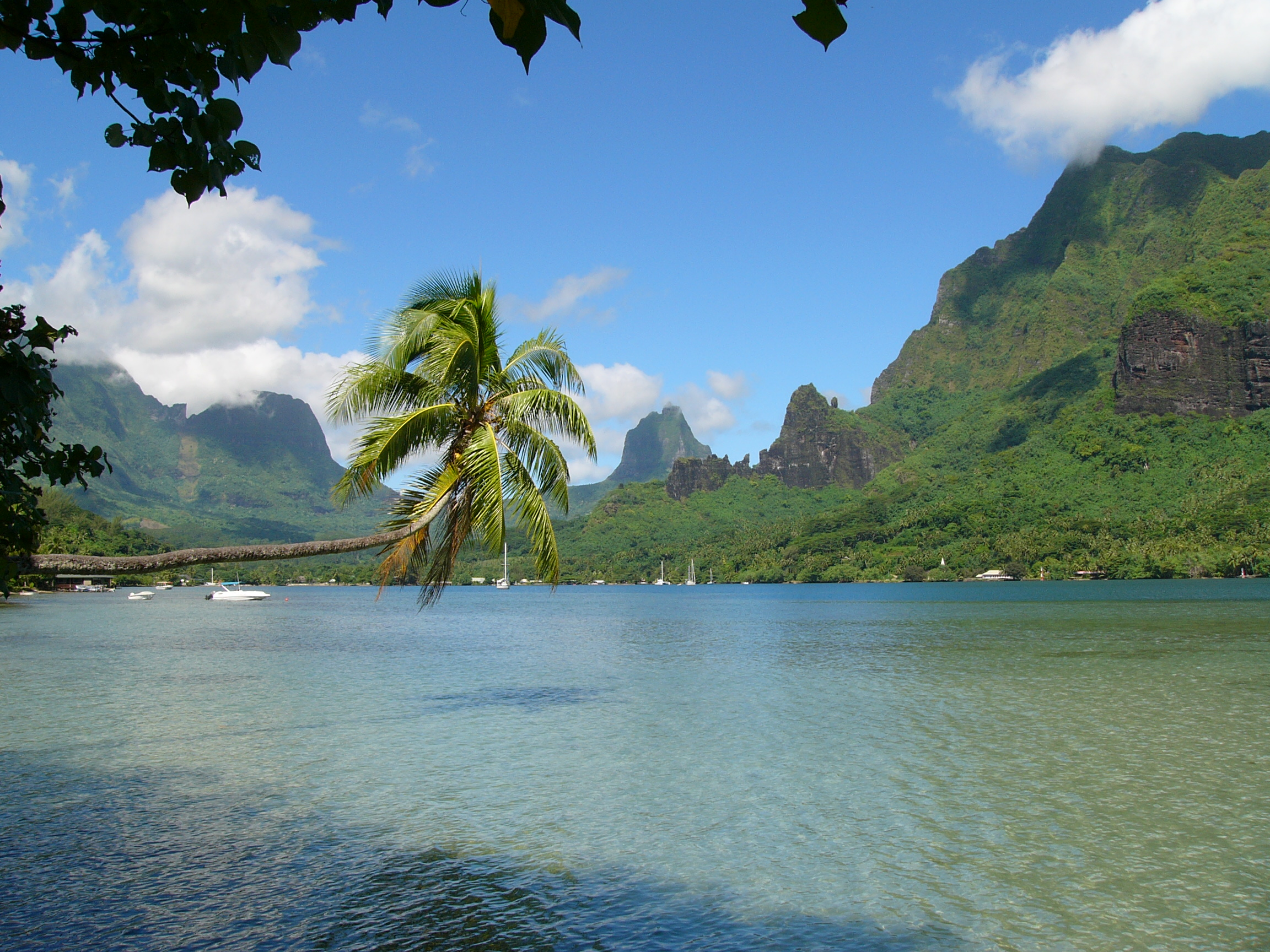
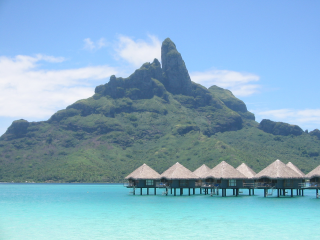
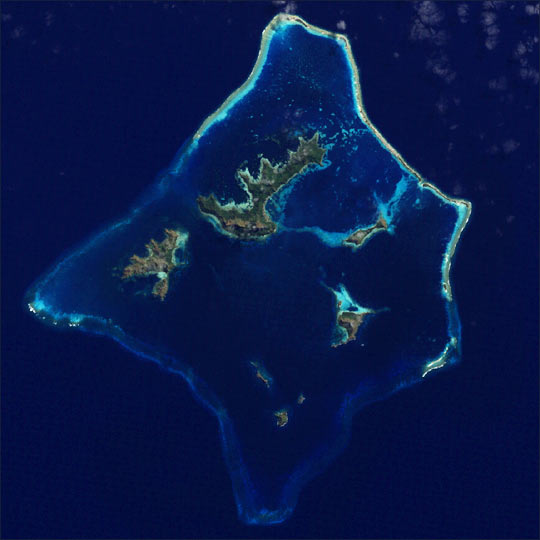
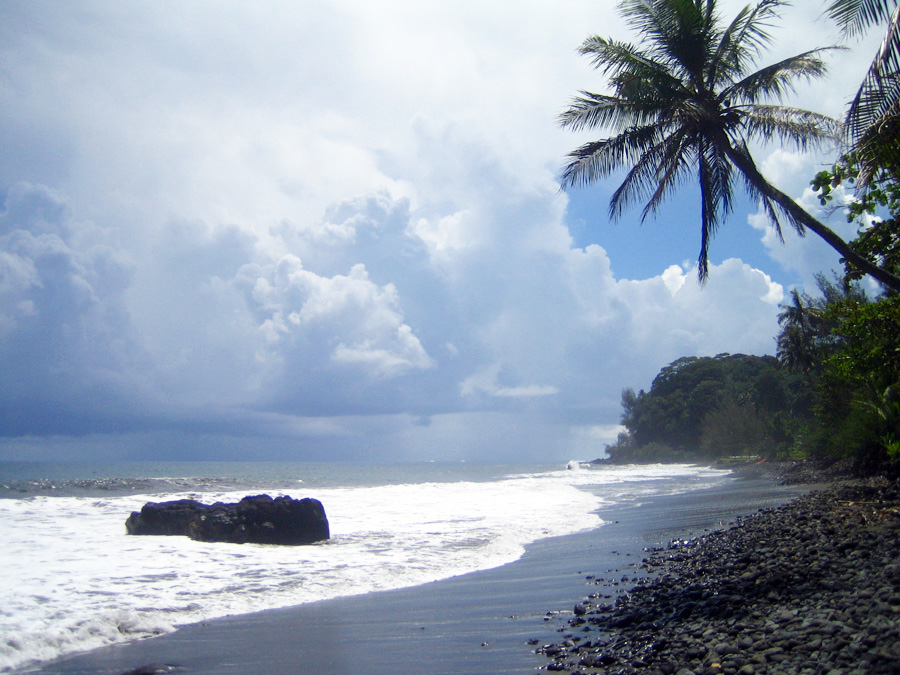
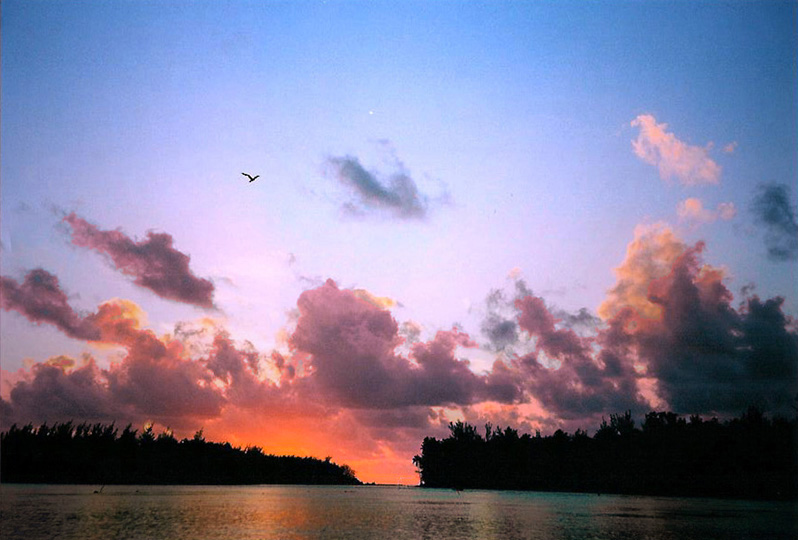
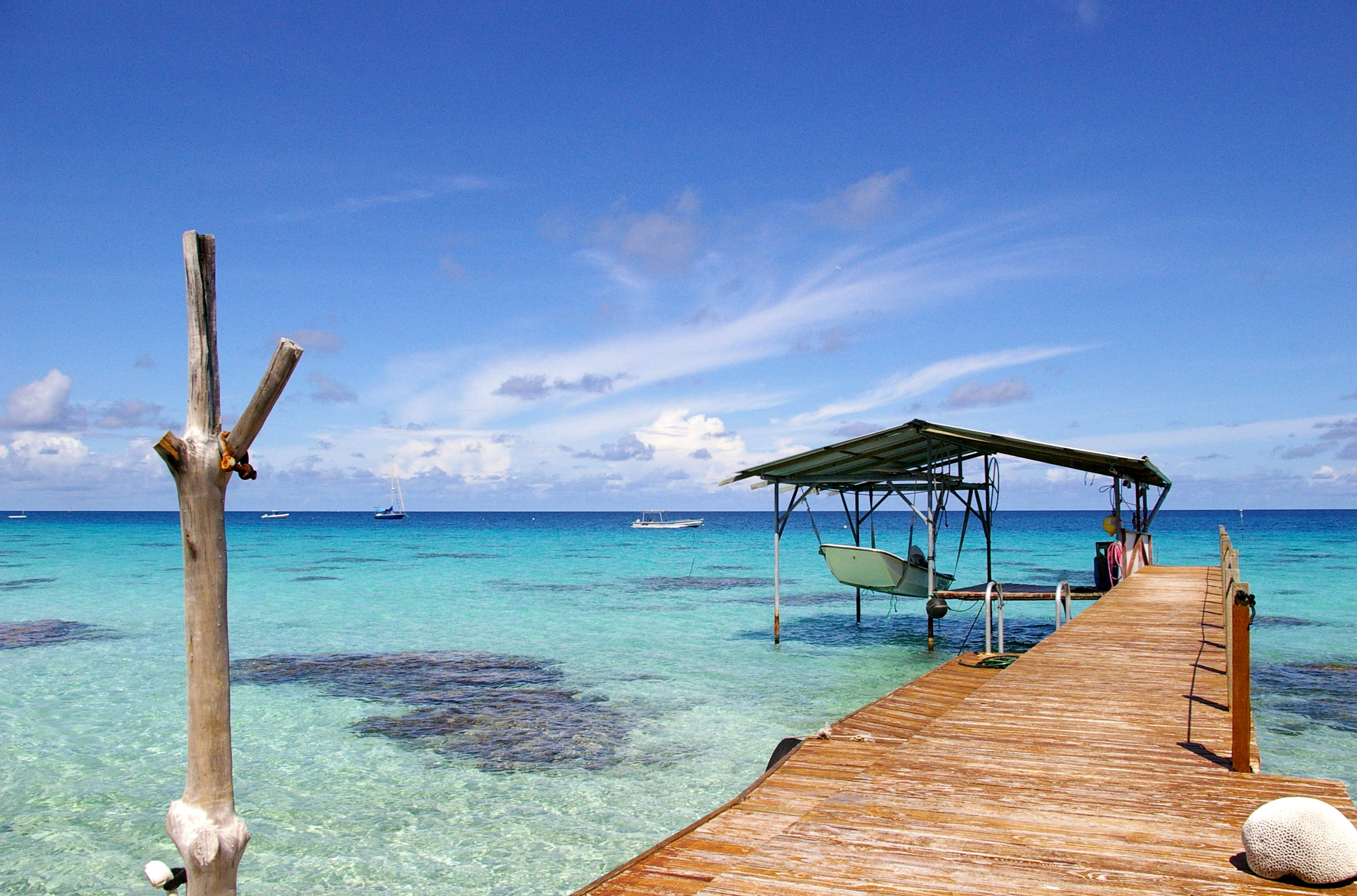
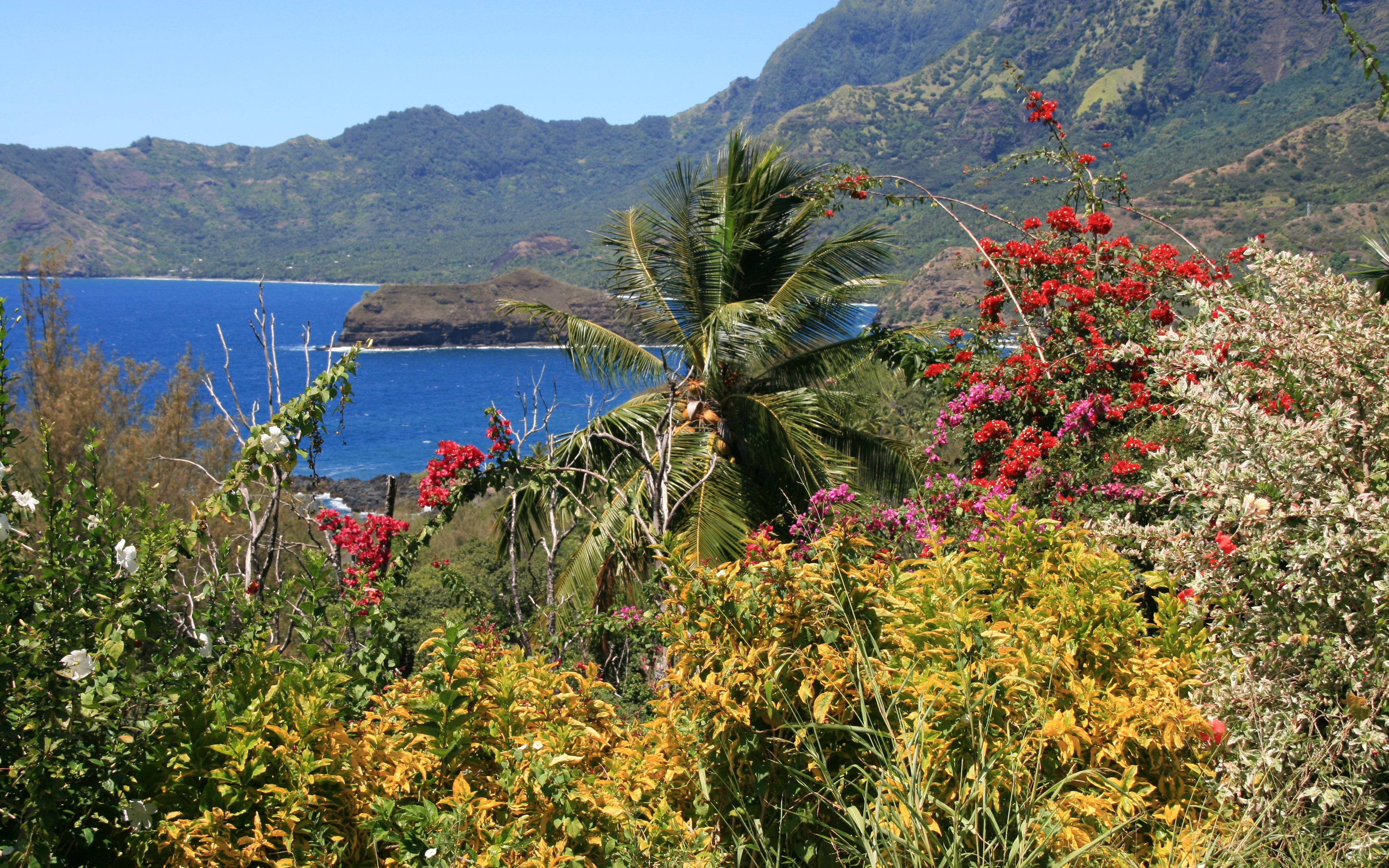
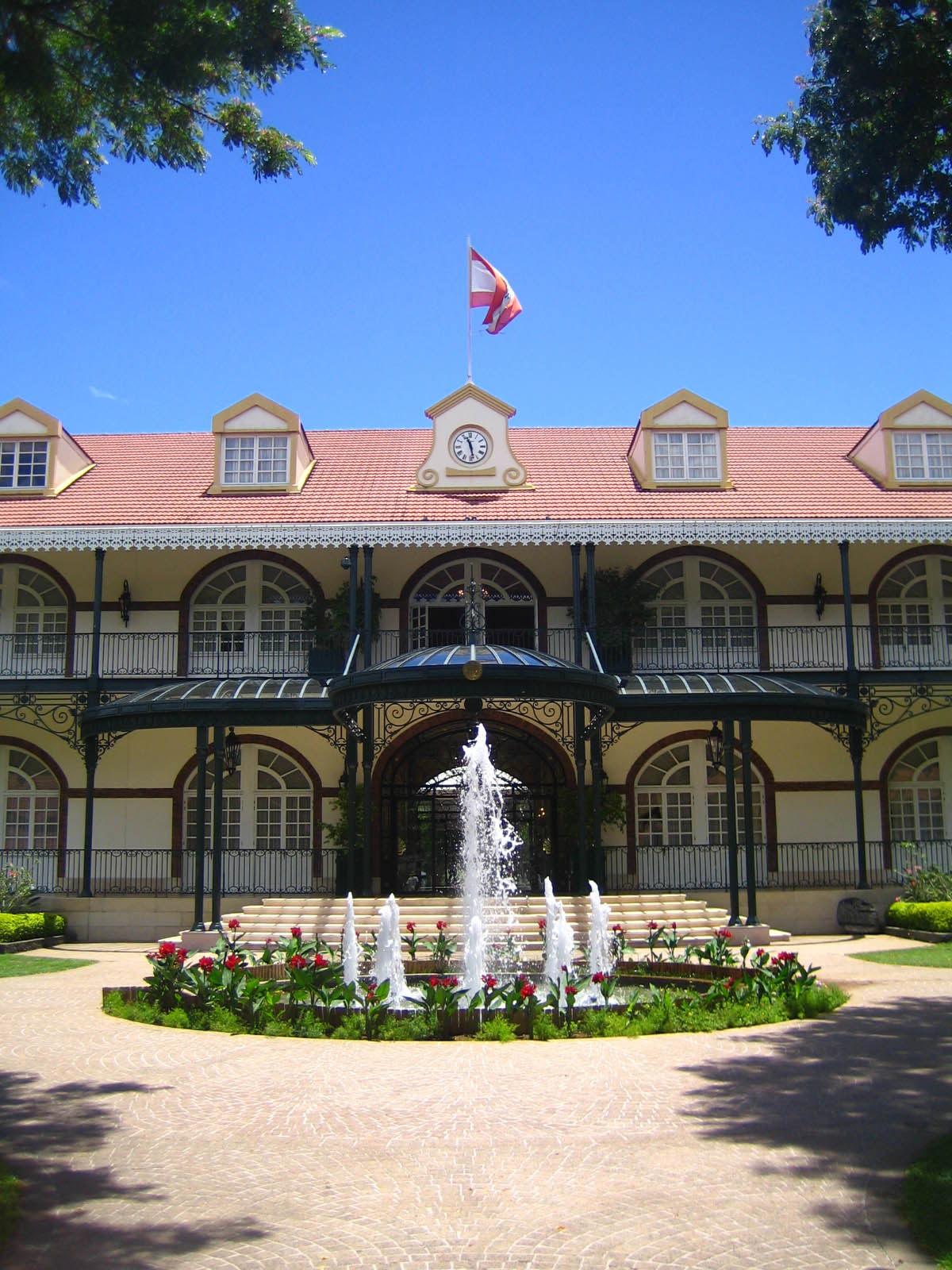
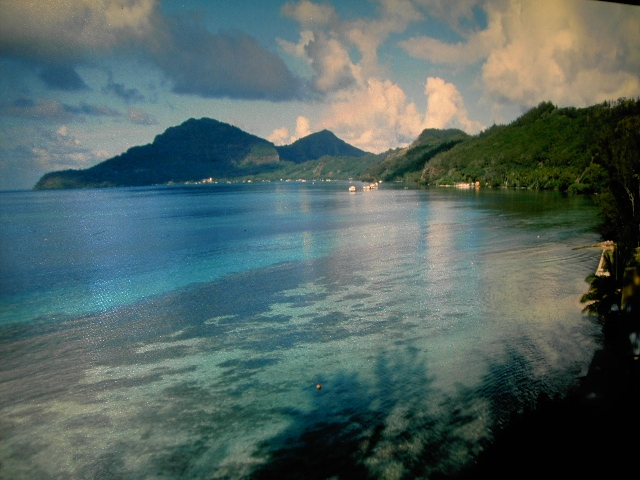
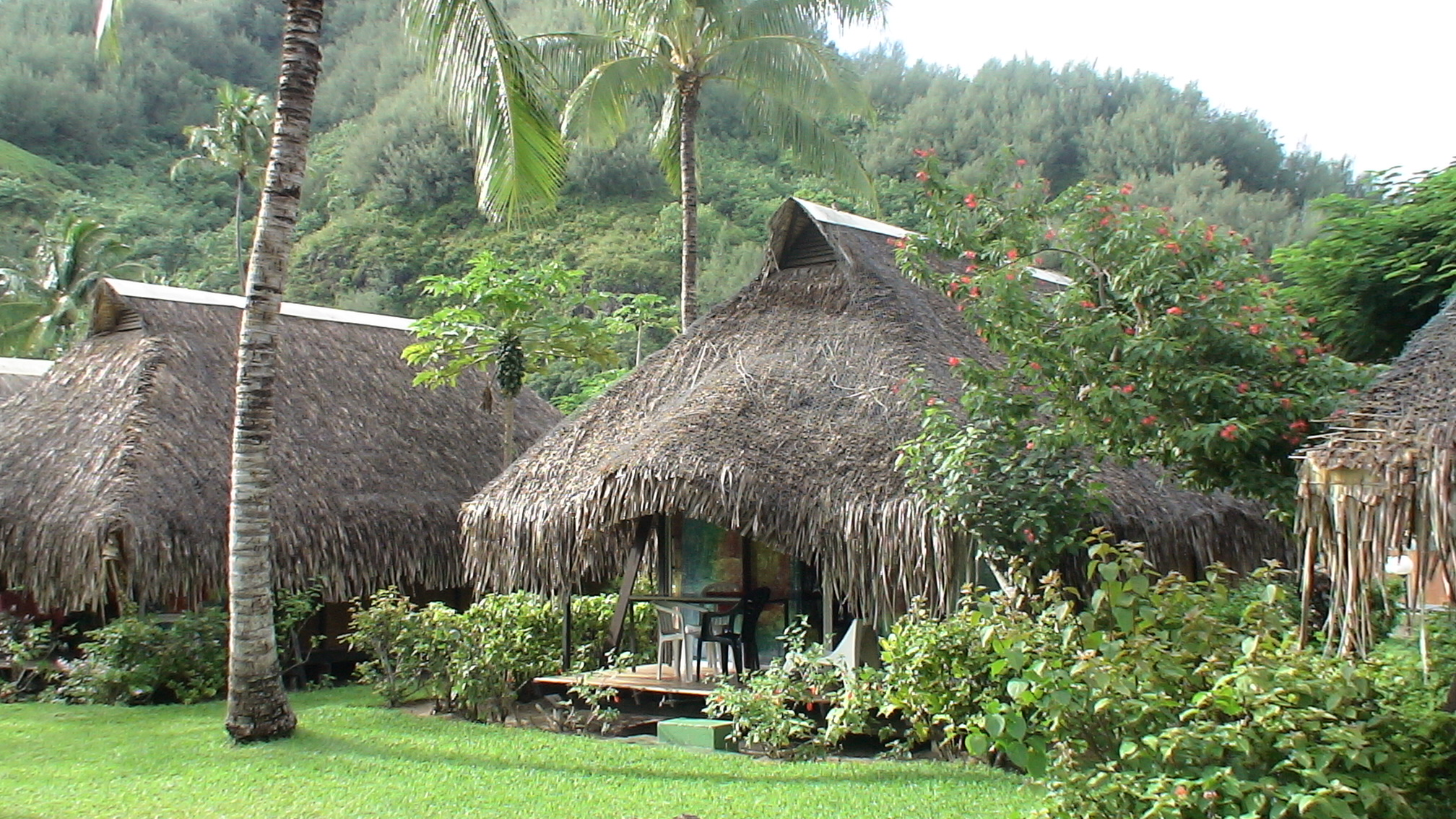
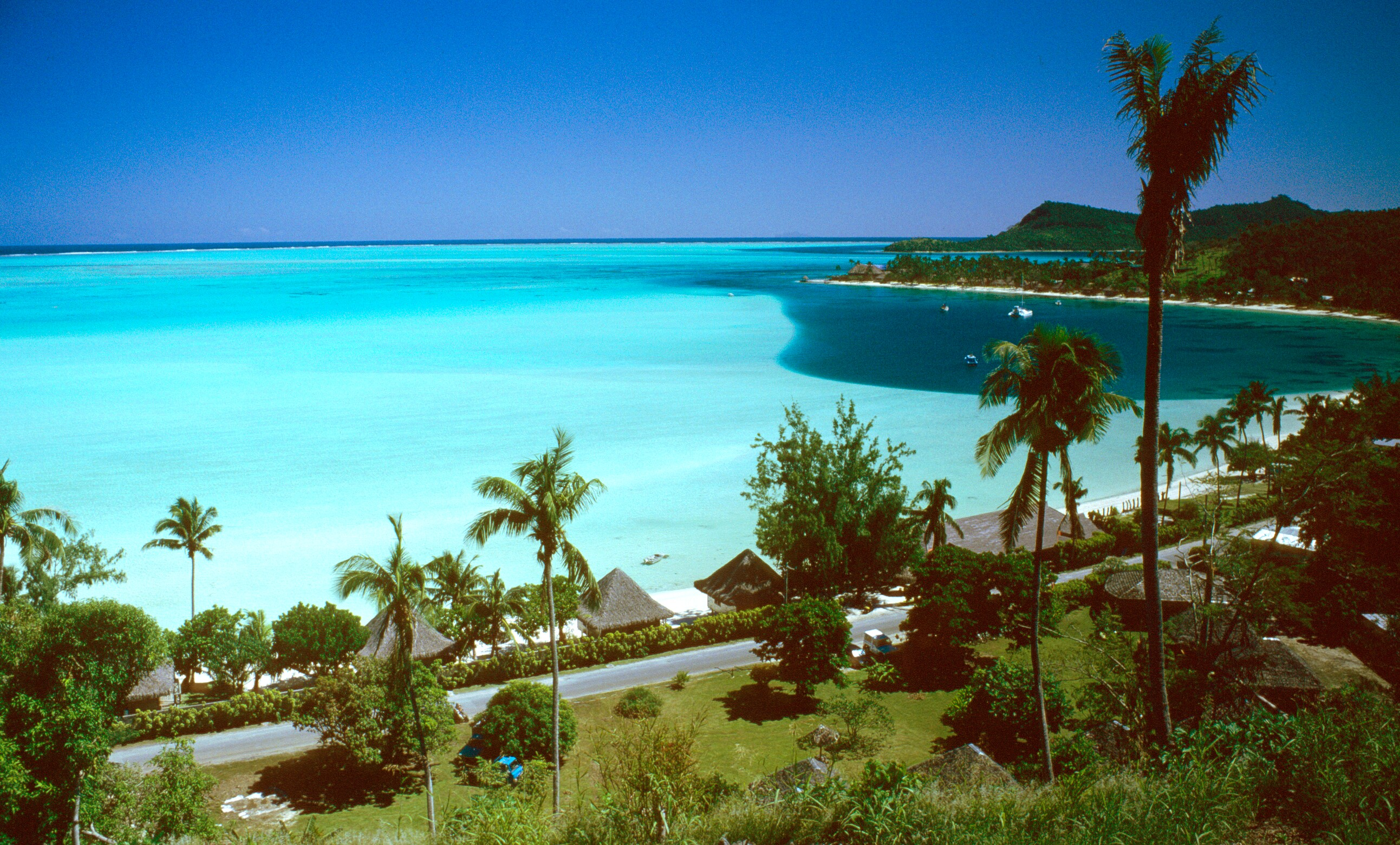
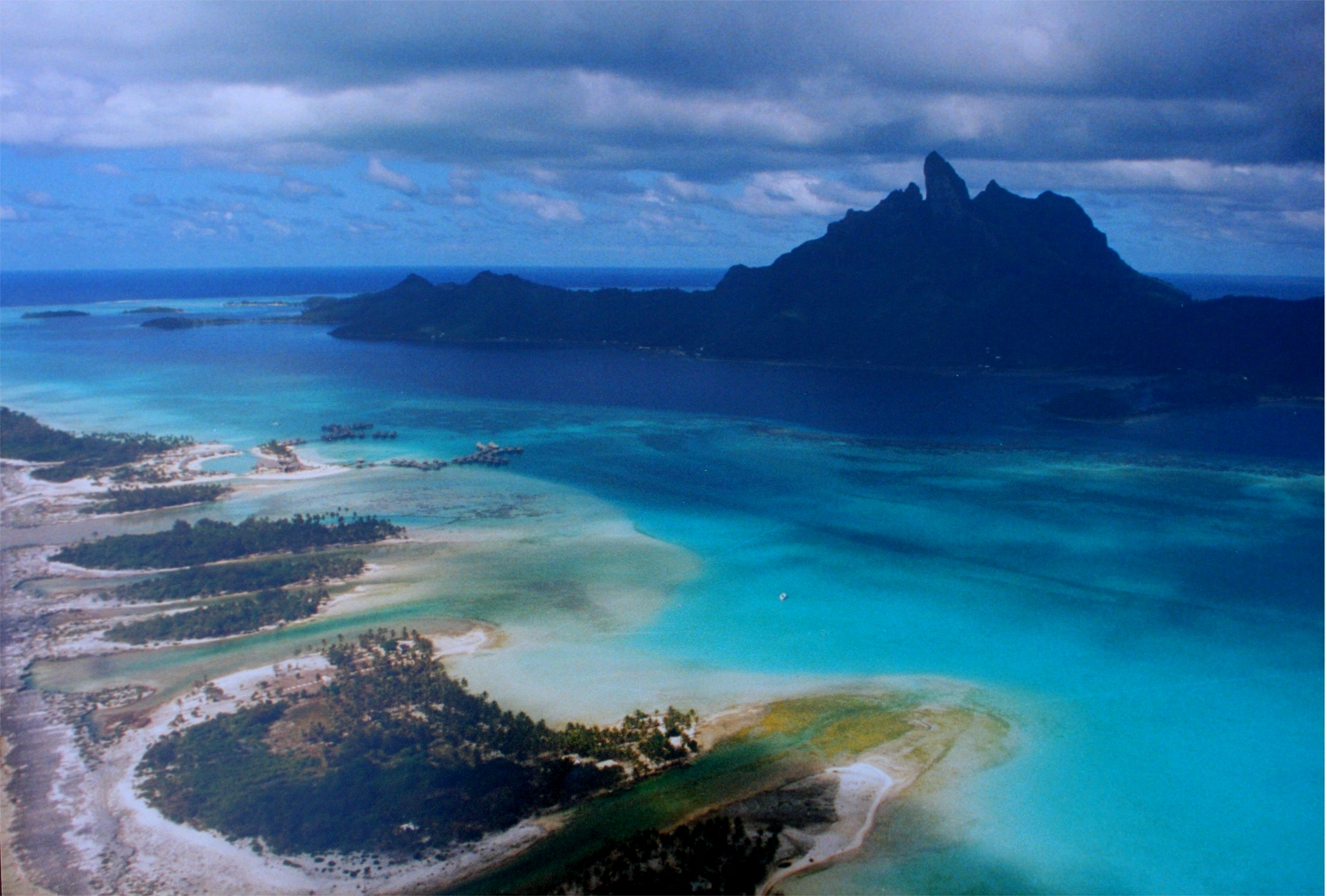
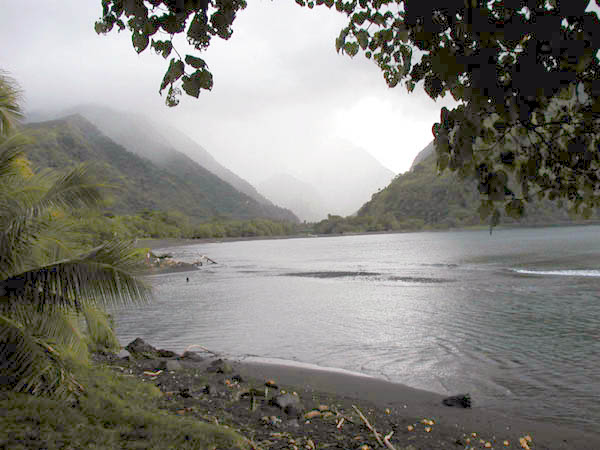
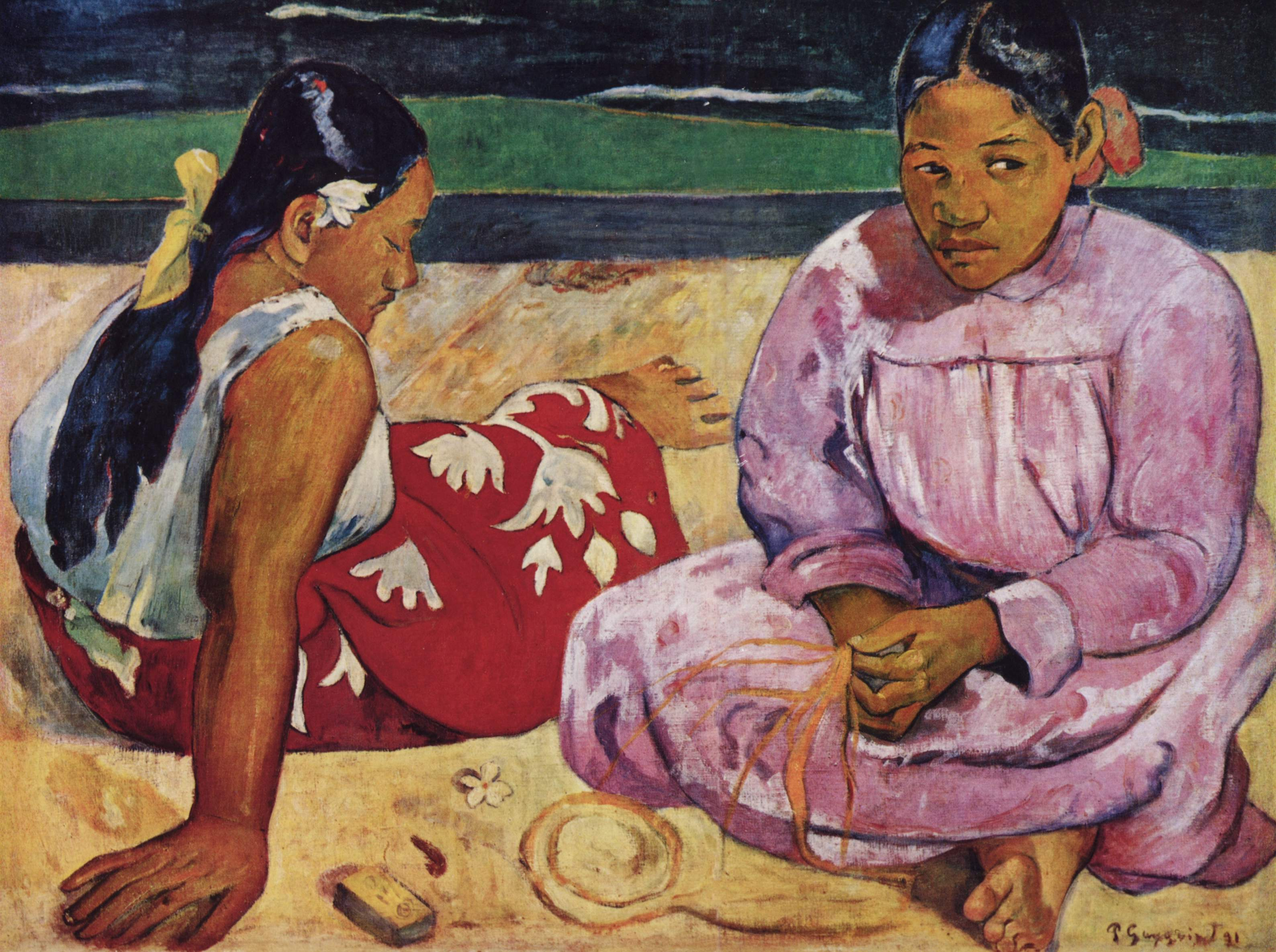
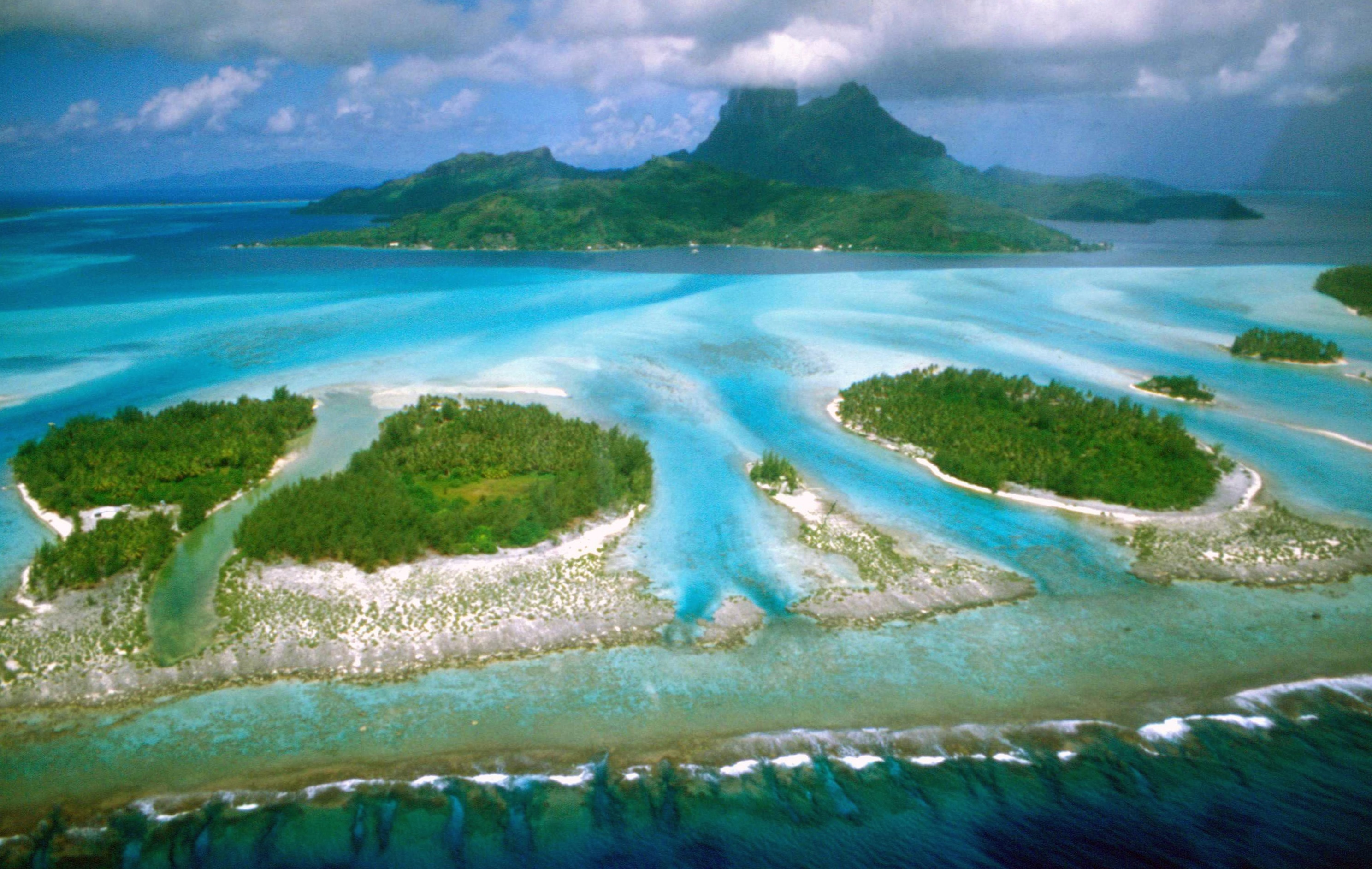
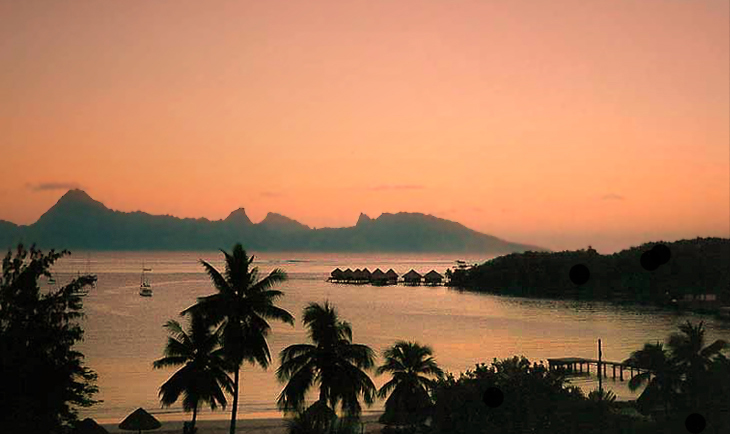
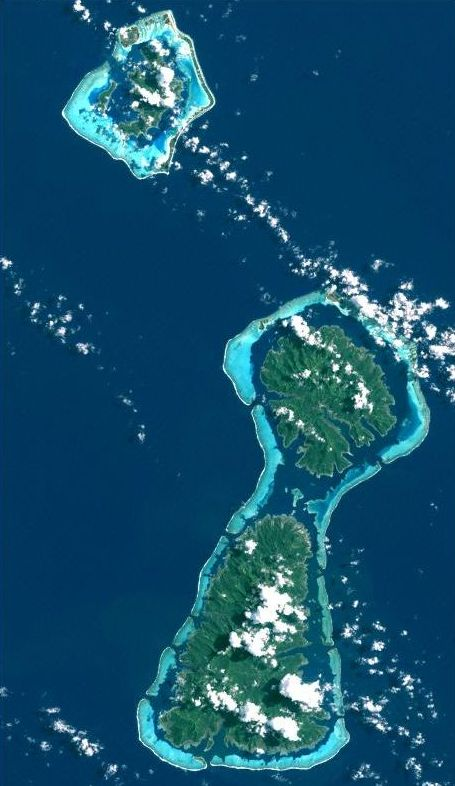
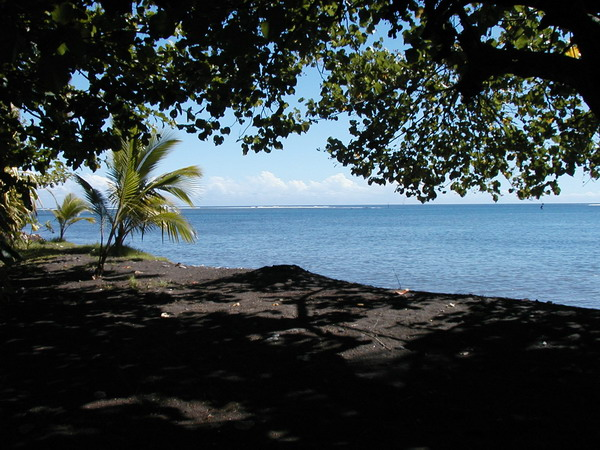

## مواضيع ذات صلة
- الشعب التاهيتي
- لغة تاهيتية
- جزيرة تاهيتي
- جزر المجتمع